# L. David Mech

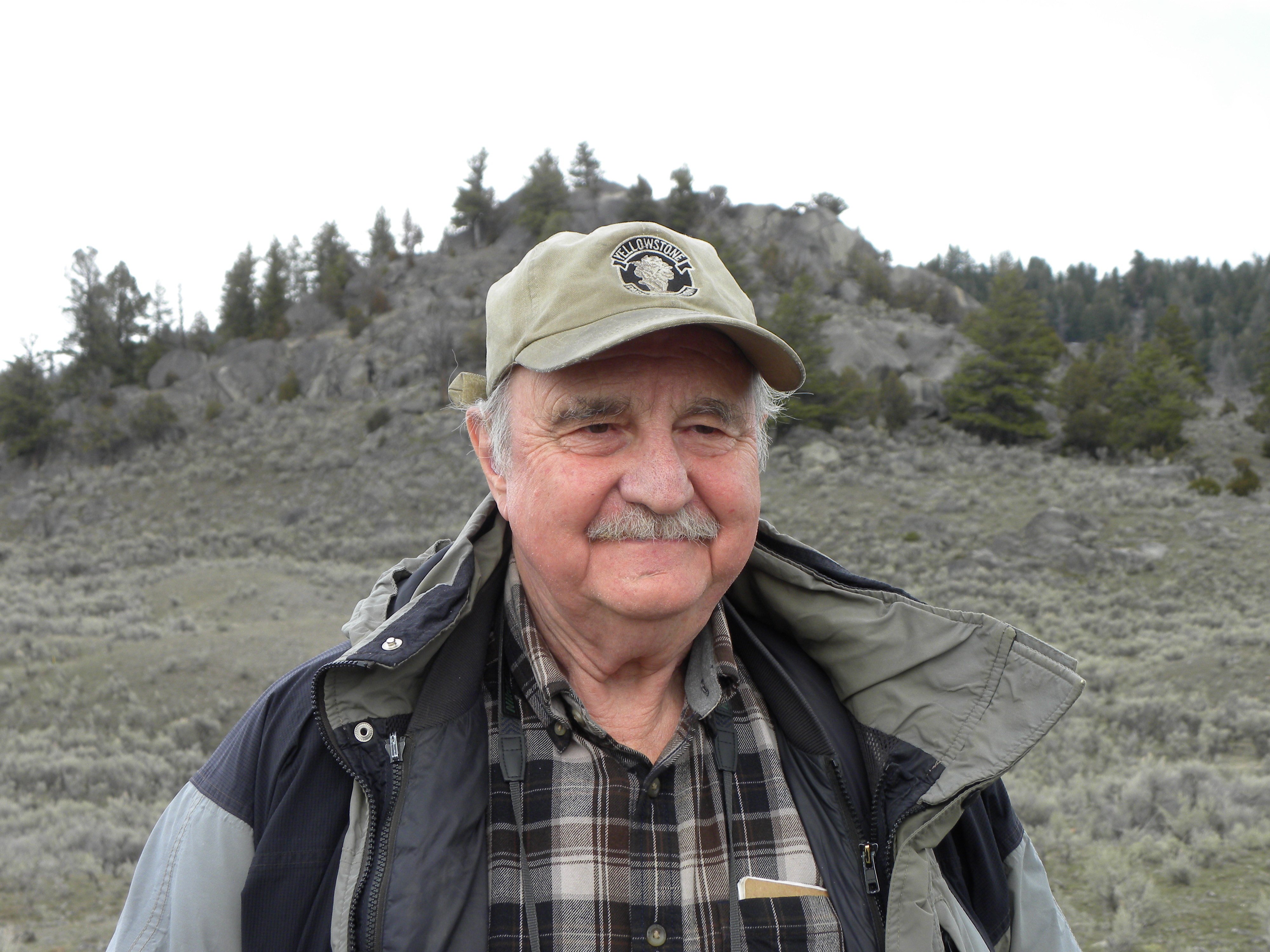
David Mech 2017

Lucyan David Mech (* 18. Januar 1937 in Auburn, New York) ist ein US-amerikanischer Verhaltensforscher, der wichtige Beiträge zum Verständnis der Lebensweise und zum Verhalten von frei lebenden Wölfen geleistet hat.

## Werdegang
Dave Mech studierte bis 1958 Naturschutz an der Cornell-Universität in Ithaca und absolvierte 1962 sein Doktorexamen auf dem Gebiet der Wildtier-Ökologie an der Purdue University, Lafayette. Er ist u. a. seit 1979 Assistenzprofessor in der Abteilung für Ökologie und Verhaltensbiologie (Dept. of Ecology and Behavioral Biology) der Universität von Minnesota und ist beschäftigt bei der Biological Resources Division of the US Geological Survey (ehemals: Division of Endangered Species Research, U.S. Fish and Wildlife Service) im Northern Prairie Wildlife Research Center, Jamestown, North Dakota.
Von 1978 bis 2013 war David Mech Vorsitzender der IUCN Wolf Specialist Group,
ab 2009 gemeinsam mit Luigi Boitani. 2010 reichte er beim Verlag Elsevier eine Veröffentlichung ein mit dem Titel: "Ist die Wissenschaft in Gefahr, den Wolf heilig zu sprechen?" Nach der Veröffentlichung 2012 wurde die Wolf Specialist Group in die IUCN SSC Canid Specialist Group integriert, seine Amtszeit als Vorsitzender endete und er wurde neben David Macdonald zum Adviser to the Chair der Spezialistengruppe ernannt, in der Claudio Sillero-Zubiri erster Vorsitzender ist mit Michael Hoffmann als Koordinator, einem Nachkommen von Luc Hoffmann.

## Berufliches Wirken

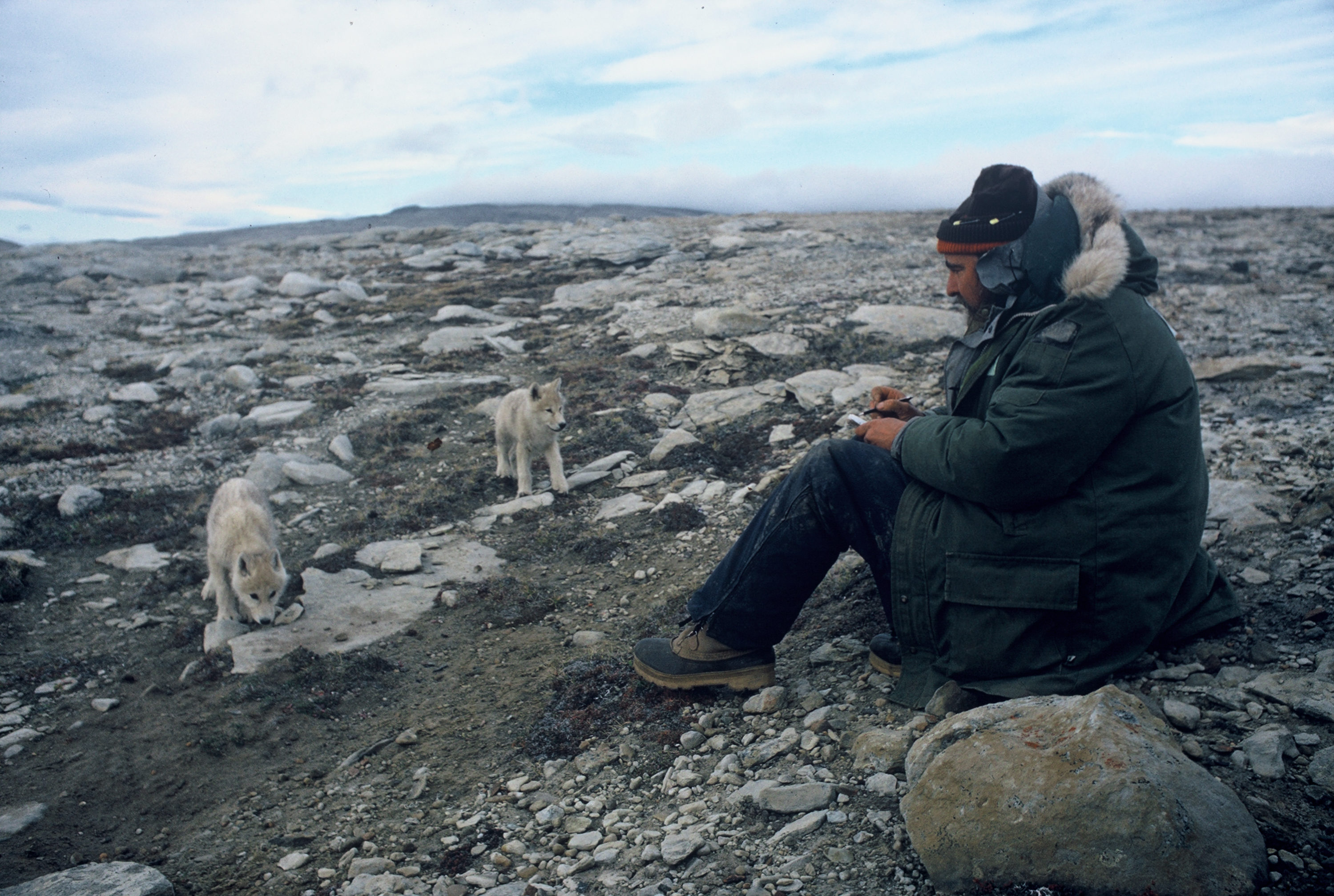
L. David Mech bei der Beobachtung von Welpen des Polarwolfs im Rahmen seiner Studien

Seine Forschungsarbeit befasst sich mit dem Verhalten und der Ökologie von Wölfen, speziell mit der sogenannten „Räuber-Beute-Beziehung“ (besser: Wolf-Beutetier-Wechselwirkung) und der Populationsentwicklung. Daneben hat er sich mit dem Sozialverhalten innerhalb freilebender Wolfsrudel befasst, das anders ist, als bei Wölfen in Gehegen.
Seit 1968 erforscht Dave Mech im Superior National Forest, Minnesota, die Entwicklungsdynamik der Wolfspopulation und deren Einfluss auf den Rotwild-Bestand. In gleicher Weise ist er seit 1986 in Kanada auf Ellesmere Island tätig. Seit 1997 untersucht er überdies die Wechselwirkungen von Wölfen und Wapitihirschen im Yellowstone-Nationalpark.
Seine Ergebnisse haben dazu beigetragen, das klischeehafte Verständnis vom Wolf aufzuhellen und ihn als wichtigen Bestandteil natürlicher Lebensräume zu erkennen. Dave Mech setzte sich aktiv für die Wiederansiedlung von Wölfen in Gebiete ein, aus denen sie durch menschliche Maßnahmen verschwunden waren, insbesondere bei der Ansiedlung von Wölfen aus Kanada 1995 und 1996 im Yellowstone National Park.

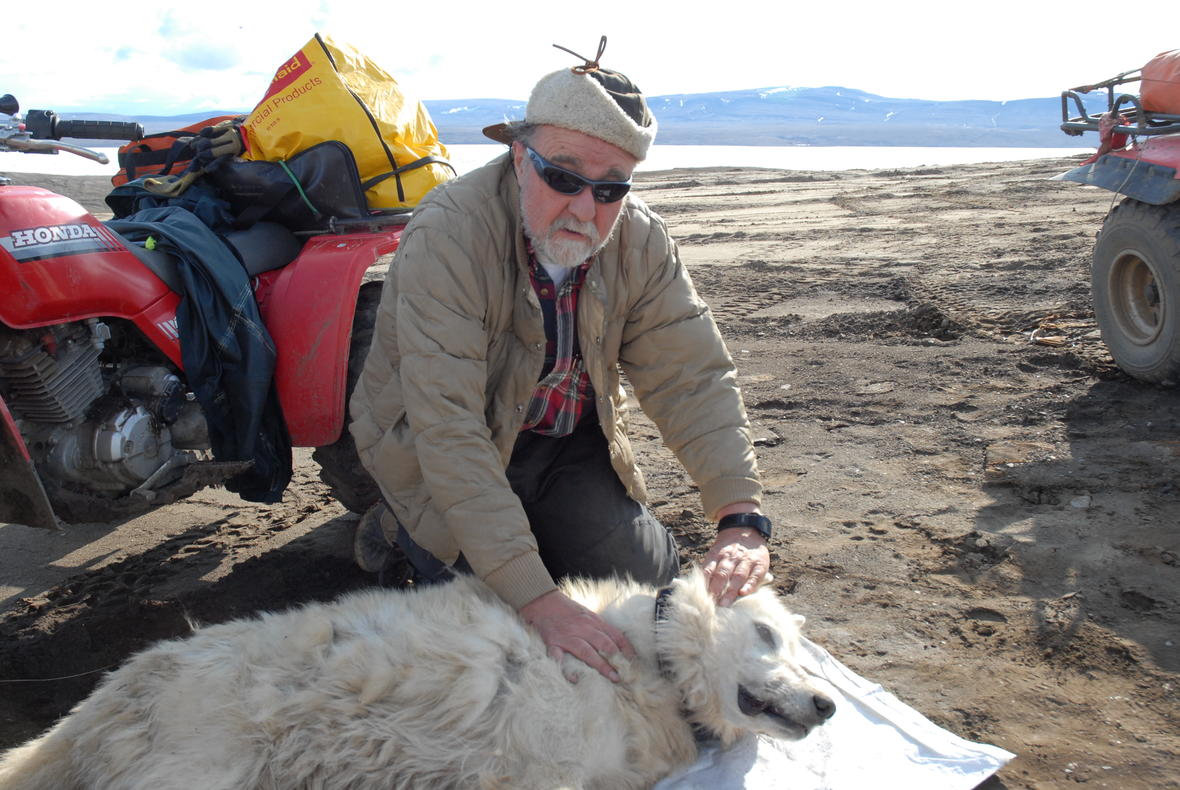
L. David Mech mit für Besenderung betäubtem Wolf, 2009

In seiner 2012 erschienenen Veröffentlichung steht, viele Studien wiesen darauf hin, dass Wölfe durch trophische Kaskaden Ökosysteme in positiver Weise verändern sichtbar an Weiden, Pappeln und nachwachsenden Gräsern, wobei die sich regenerierende Biberpopulation hydrologische Veränderungen herbei geführt hatte. Das Bild des Wolfes hätte dadurch ein ikonisches Gütesiegel erhalten. Spätere Forschungsarbeiten ergäben jedoch, dass die früheren Schlussfolgerungen nun umstritten seien. Kaskadeneffekte durch Wölfe hätten in Nationalparks für einen Großteil des Wolfsgebietes nur geringe Relevanz, da dort der anthropogene Einfluss auf Wölfe, Beute, Vegetation und andere Teile des Nahrungsnetzes überwiegen.
Nach über 45 Jahren der Erholung der Wolfsbestände nahm die Administration für Artenschutz in den USA den Wolf von der Liste der gefährdeten Arten, nachdem die Art den günstigen Erhaltungszustand erreicht hatte. Nur die Unterart Mexikanischer Wolf ist hiervon ausgenommen und bleibt auf der Liste.
Neuere Publikationen von David Mech handeln von einem Wolfsmanagement durch Bestandsregulierung. Er schreibt, Wolfspopulationen, die sich im günstigen Erhaltungszustand befinden, können stabil gehalten werden, indem jährlich ein gewisser Prozentsatz vom Menschen getötet wird (zusätzlich zur natürlichen Sterblichkeit). Nach seinen Ergebnissen ist eine Entnahme von jährlich etwa 50 % der über 5 bis 10 Monate alten Jungwölfe erforderlich, um eine Wolfspopulation unter Kontrolle zu bringen. In einer Veröffentlichung von 2017 beschreibt er unter anderem die in Amerika angewandte livestock-depredation control.

„Ich glaube, die Art und Weise des Umgangs mit den Wölfen sollte von jedem Bundesstaat selbst bestimmt werden. Bürger haben individuelle Meinungen zum Umgang mit Wölfen. Staatliche Gesetzgeber und Ministerien für natürliche Ressourcen müssen all diese vielen gegensätzlichen Ansichten ausbalancieren und gleichzeitig sicherstellen, dass ihre Wolfspopulationen überleben, aber nur minimale Konflikte mit dem Menschen entstehen. Wenn der Wolf in einem bestimmten Staat nicht mehr gefährdet ist, unterstütze ich den Ansatz dieses Staates zum Management seiner Wölfe.“

## Veröffentlichungen (Auswahl)
- The Wolves of Isle Royale. United States Government Printing Office, 1966. Neuausgabe: University of the Pacific, Honolulu 2002.
- The Wolf: Ecology and Behavior of an Endangered Species. Doubleday, 1970. Neuauflage 1981.
- Auf der Fährte der Wölfe: Leben im Rudel, Jagd und Beute, Aufzucht der Welpen, Artenschutz. Frederking & Thaler, 1992, ISBN 978-3-89405-315-4.
- Der weiße Wolf. Mit einem Wolfsrudel unterwegs in der Arktis. Frederking & Thaler, 2002, ISBN 978-3-89405-300-0.
- Is science in danger of sanctifying the wolf? In: Biological Conservation. Band 150, Nr. 1, 2012, S. 143–149, doi:10.1016/j.biocon.2012.03.003 (freier Volltext).